# 兴宁铁路
兴宁铁路是中国黑龙江省与吉林省东部一条已拆除的铁路线，从图佳铁路汪清县新兴站北咽喉（今永新村）出岔，向东穿越汪清与东宁两县的老松岭的山地森林，至绥宁线的肚北车站。另有老黑山、东宁两煤矿的专用线，全长216.1公里，吉林省境内130.0公里，黑龙江省境内86.1公里。
本线小汪清站至图佳铁路汪清站建有联络线。

## 历史
1935年12月满铁着手设计，1936年11月起实测。全线为1435毫米标准轨距。原计划从汪清作起点，后因运输联络、地形等原因将起点改由新兴站接轨。
1937年3月由 满铁牡丹江建设事务所分段动工修建，至 1938年6月，新兴〜雪岭75公里线路铺轨完工，并开办临时运营。同年8月底，骤降罕 见暴雨，施工线路及己运营线路均遭水害，有 多处不能修复，不得已改变路线，至同年11 月，临时运营延到距雪岭7^ 4公里的北荒岭, 1940年1月延长到老黑山，12月15日修至 终点，全线通车运营。
兴宁线在老黑山、东宁设有机务段、工务段。为增加运输能力，在新兴〜合水（在图宁线6.3公里处）修建长为33.7公里双线，走向与图宁线大体并行，1941年建成。
该路客运由东宁和图们对开旅客列车，兴宁线旅客运输量：1940年11.3万人， 1941年55.6万人，1942年70.6万人。
货物运输量：1940年17.8万吨，1941年130万吨，1942年133.8万吨。主要货物为木材和东宁县老黑山的煤炭。
1945年至1946年春，苏联驻军将兴宁线桥涵炸毁，将小汪清〜城子沟207公里线路设备全部拆除运回国内。剩余的新兴〜小汪清9.1公里线路和新兴〜合水33.7公里后建的双线，在1946〜1948年解放战争中拆除，路轨用于抢修其它线路。拆除后的兴宁线未再恢复，部分区段重建为森林专用铁道，属林业部门管理。
1947年，汪清林务局开始在汪清县境内的兴宁铁路路基上修建762mm轨距118km的森林铁路，1948年建到十里坪，1963年建到荒沟，1966年到雪岭，1968年到金苍（复兴镇），1974年到狼溪。森林窄轨铁路没有恢复道芬以北的路线而是向东往六道林场方向去了。1975-1978年的平均外运木材42.5万立方米。
2007年3月，拆除。现在被沥青覆面的二级公路汪（清）复（兴）公路取代。